# Hud (profeet)
Hud (Arabisch: هود) is een Arabische profeet en boodschapper die in de Koran het volk van 'Ad waarschuwt.
Volgens de overleveringen is hij een directe afstammeling van Noach (Nuh). Volgens sommige bronnen was hij een zevende generatie afstammeling van Nuh en volgens andere bronnen zou hij drie generaties na Nuh zijn geboren. Het meest waarschijnlijke stamboom zou als volgt zijn: Hud bin Abdullah bin Riyah (of Ribah) bin El-Halud bin 'Ad bin Avs bin Irem bin Sam bin Nuh. Hud is een verre voorvader van de boodschapper Ibrahim (Abraham). Daarnaast wordt gesteld dat Hud dezelfde persoon is als de Bijbelse Eber.
Hud wordt acht keer genoemd in de koran en er is een hoofdstuk naar hem vernoemd, Soera Hud.
Gesteld wordt dat Hud de eerste zou zijn geweest die Arabisch sprak en het volk waar hij naartoe werd gestuurd zouden de originele Arabieren zijn geweest. Dit volk leefde in de zandduinen, het volk van 'Ad. Hoogstwaarschijnlijk wordt hier Jemen (volgens sommigen Oman) mee bedoeld. Algemeen neemt men aan dat Hud geboren en is opgegroeid in het gebied Ahkaf die tussen Jemen en Oman ligt. 'Ad is een van de kleinkinderen van boodschapper Nuh en zou na de zondvloed zich hebben gevestigd in het gebied Ahkaf. Na verloop van tijd groeide daaruit het volk van 'Ad. In Soera De Kantelen wordt het volk gewaarschuwd om God te dienen. Ook in Soera Hud, Soera De Dichters en Soera De Zandduinen herhaalt zich dit. Zijn optreden zou zich meer kenmerken als reproductie van de monotheïstische leer van de boodschapper Nuh. Het volk werd volgens deze soera's vanwege hun ongehoorzaamheid meerdere malen bestraft en zou het uiteindelijk vernietigd zijn door een bliksemslag. Hud past goed in de islamitische cyclus van profeten die naar een volk gestuurd wordt, niet geaccepteerd wordt door dat volk, waarna het volk gestraft wordt.
Sommige islamitische bronnen stellen zijn optreden rond 2400 jaar vóór Christus en dat hij 150 jaar geleefd zou hebben.

## Graf
Verschillende plaatsen, waaronder Mekka en Damascus, claimen het graf van Hud in hun stad te hebben. De 30-meter lange tombe in Hadramawt is echter de meest bezochte.